# Geijerskolan

Geijerskolan är en folkhögskola i Ransäter i Värmland.
Skolan grundades hösten 1952 av Geijersamfundet som har till uppgift att föra vidare Erik Gustaf Geijers tankar och verk. Skolan kom att bli samfundets första och största verk. I dag leds skolan av Stiftelsen Geijerskolan i Ransäter, men Geijersamfundet utser tre ledamöter till stiftelsen. 
Geijerskolan är en av de fyra folkhögskolor som utbildar kantorer för Svenska kyrkan.

## Skolans profil
Geijerskolan har sin tyngdpunkt inom musik och humanistiska ämnen, men har också allmän linje.
På musikområdet bedrivs undervisning i flera genrer – klassisk musik, kyrkomusik, afroamerikansk musik, Rockmusik, körsång och musikteater.
Geijerskolan är sedan 2006 miljödiplomerad. Skolan arbetar för en drogfri miljö.

## Skolans kursutbud

### Långa kurser
- Allmän kurs måleri
- Allmän kurs musik
- Humanistisk-samhällsvetenskaplig linje
- Litteratur- och skrivarlinje
- Musikerlinje
- Jazzlinje
- Musikteaterlinje
- Kompositionslinje
- Konstlinje
- Nordiska rockmusiklinjen
- Musikproduktionslinje
- Kyrkomusikerutbildning
- Skaparverkstad
- Songwriterlinje
- Sånglinje
- Balans och inspiration
- Kultur och litteretur - distans för seniorer
- Kultur och måleri - distans för seniorer
- Kultur, meditation och måleri - distans för seniorer
- Kultur, körsång och musik - distans för seniorer

### Distanskurser
- Kyrkomusikerutbildning på deltid/distans

### Fotnoter
1. ↑  Curt Pettersson (30 september 1997). ”Hämtade kraft ur måleriet”. Dagens nyheter. http://www.dn.se/arkiv/familj/dodsfall-hamtade-kraft-ur-maleriet/. Läst 3 november 2016.